# Чарлі Кауфман
Чарлі Кауфман (англ. Charles Stuart Kaufman, нар. 19 листопада 1958 року) — американський сценарист, продюсер, режисер та романіст. Автор сценарію до фільмів «Бути Джоном Малковичем», «Адаптація», «Вічне сяйво чистого розуму». Режисерський дебют — «Нью-Йорк, Нью-Йорк». У 2020 році вийшов перший роман Кауфмана «Antkind». Чотири рази потрапляв у номінацію на премію «Оскар»: двічі за найкращий оригінальний сценарій («Бути Джоном Малковичем», «Вічне сяйво чистого розуму»), за найкращий адаптований сценарій («Адаптація», у співавторстві з вигаданим братом), за найкращий анімаційний повнометражний фільм («Аномаліза»). Отримав три премії Бафта: дві за найкращий оригінальний сценарій та одну за найкращий адаптований сценарій. Гільдія письменників Америки включила три сценарії Кауфмана у список 101 кращих кіносценаріїв всіх часів.

## Дитинство та освіта
Народився у Нью-Йорку 19 листопада 1958 року в єврейській родині. Батьки — Єлена та Мирон Кауфман. Пізніше переїхав до Вест-Гартфорду, де закінчив школу. У школі потрапив до театрального клубу.
Після закінчення школи вчився у Бостонському університеті, пізніше перейшов до Університету Нью-Йорка, де вивчав кіновиробництво.

## Кар'єра

### Рання творчість та телебачення (1983—1997)
Між 1983 та 1984 Кауфман та Пол Проч писали гумористичні статті та пародії для журналу «National Lampoon». Його роботи включали пародії на Курта Воннеґута та Людей Ікс. Разом з Прочем вони надсилали сценарії кіновиробникам, але єдиною відповіддю був лист підтримки від сценариста Алана Аркіна щодо сценарію до «Purely Coincidental». У надії знайти успіх Чарлі надсилав альтернативні сценарії до телесеріалів, серед яких були «Одружені... та з дітьми» та «Сімпсони».
Наприкінці 1980-х Чарлі жив в Міннеаполісі, відповідаючи на дзвінки про зникли примірники газети «Star Tribune».
1991 року на альтернативний сценарій Кауфмана звернули увагу, та він отримав послуги агента. Агент порадив йому переїхати до Лос Анджелеса. Тут Чарлі написав сценарій до двох епізодів другого сезону серіалу «Get a Life», але цей проєкт був закритий 1992 року. Писав сценарії до кількох серіалів компанії «Fox», «The Edge» (1992—1993), «The Trouble with Larry», «Ned and Stacey», в останньому також працював як продюсер. Пізніше був сценаристом сіткому «The Dana Carvey Show» (1996).

### Сценарії для повнометражного кіно
Першої повнометражною картиною, знятою за сценарієм Кауфмана, став «Бути Джоном Малковичем» (1999). Сценарій до нього був написаний ще 1994 року. Спочатку ніхто не брався за постановку, поки його не побачив Френсіс Форд Коппола, який передав сценарій своєму зятю Спайку Джонсу. Фільм отримав успіх, декілька нагород, в тому числі сценарій Кауфмана був нагороджений 26-ю премією «Сатурн» та 15-ю кінопремією «Незалежний дух».
2001 року вийшов фільм «Природа людини» (режисер Мішель Гондрі)
Кауфман і Спайк Джонз воз'єдналися у фільмі «Адаптація», який приніс йому ще одну номінацію на премію «Оскар» і другу BAFTA. В «Адаптації» була вигадана версія про брата Кауфмана Дональда, який зазначений сценаристом разом із Чарлі. Ідея прийшла до Кауфмана під час спроби адаптувати книгу Сьюзен Орлін «Злодій орхідей» до фільму. Страждаючи від творчої кризи, Кауфман перетворив сценарій на перебільшений опис своєї боротьби з адаптацією сценарію.
Наступним фільмом Кауфмана був «Сповідь небезпечної людини» (2002), біографічний фільм за мотивами «несанкціонованої автобіографії» Чака Барріса, творця популярних телешоу «The Dating Game» та «The Gong Show». Фільм фокусується на твердженні Барріса, що він був таємним кілером ЦРУ. Це був режисерський дебют Джорджа Клуні. Кауфман критикував Клуні за те, що він радикально змінив сценарій, не порадившись з ним. В інтерв'ю Вільяму Арнольду Чарлі сказав: «Звичайна справа для письменника — це видати сценарій, а потім зникнути. Це не для мене. Я хочу брати участь від початку до кінця. І ці режисери (Гондрі та Джонз) знають та поважають це».
Другою роботою Кауфмана разом з Мішелем Гондрі став «Вічне сяйво чистого розуму» (2004). Фільм отримав широке визнання та на 6 липня 2020 року займав 95-ту позицію у списку 250 кращих фільмів за версією IMDb.

### Режисерська кар'єра
2005 року Кауфман під псевдонімом Френсіс Фреголі поставив аудіоп'єсу «Аномаліза» для театру Нового Звучання в Нью-Йорку. Головним героєм п'єси є чоловік, для якого голос всіх оточуючих людей однаковий, поки він не зустрічає жінку, яку він чує з її власним голосом та яка становиться для нього особливою.
Першим режисерським кінодебютом Кауфмана став «Нью-Йорк, Нью-Йорк» (2008).
Пізніше планувався фільм з назвою «Frank or Francis». Це мала бути музикальна комедія про культуру ненависті в інтернеті. У фільмі мали зніматися Ніколас Кейдж, Джек Блек, Стів Карел, Кевін Клайн. Але 2012 року Кауфман сказав, що для фільму немає фінансування, тому цей проєкт відкладається на невизначений час.
2015 року вийшла анімаційна екранізація п'єси Кауфмана «Аномаліза». Частину бюджету картини зібрали з допомогою краудфандингу. Другим режисером фільму став Дюк Джонсон. «Аномаліза» була визначена багатьма номінаціями кінопремій, але збори в прокаті були погані.
У січні 2018 року стало відомо, що Кауфман працює над адаптацією роману Ієна Рейда «Я думаю закінчити це все». Прем'єра фільму відбулася 2020 року.

### Літературна праця
2020 року був опублікований роман Чарлі «Antkind».

### Особисте життя
Одружений із Деніз Монаган, у подружжя є дочка Анна. З 1998 року жив у Пасадені, але 2020 перебрався до Мангетена.

## Список робіт

### Кінофільми
| Рік  | Назва                      | Режисер | Сценарист | Продюсер   | Дистриб'ютор           | Примітки                                           |
| ---- | -------------------------- | ------- | --------- | ---------- | ---------------------- | -------------------------------------------------- |
| 1999 | Бути Джоном Малковичем     | Ні      | Так       | Виконавчий | USA Films              |                                                    |
| 2001 | Природа людини             | Ні      | Так       | Так        | Fine Line Features     |                                                    |
| 2002 | Адаптація                  | Ні      | Так       | Виконавчий | Columbia Pictures      |                                                    |
| 2002 | Сповідь небезпечної людини | Ні      | Так       | Ні         | Miramax Films          |                                                    |
| 2004 | Вічне сяйво чистого розуму | Ні      | Так       | Виконавчий | Focus Features         | Сценарист разом з Мішель Гондрі та П'єром Бісмутом |
| 2008 | Нью-Йорк, Нью-Йорк         | Так     | Так       | Так        | Sony Pictures Classics |                                                    |
| 2015 | Аномаліза                  | Так     | Так       | Так        | Paramount Pictures     | разом з Дюком Джонсом                              |
| 2020 | Я думаю закінчити це все   | Так     | Так       | Так        | Netflix                |                                                    |
| 2024 | Оріон і Темряк             | Ні      | Так       | Ні         | Netflix                |                                                    |

### Телебачення
| Рік       | Назва                  | Режисер | Сценарій | Продюсер   | Примітки               |
| --------- | ---------------------- | ------- | -------- | ---------- | ---------------------- |
| 1991–1992 | Get a Life             | Ні      | Так      | Ні         | 2 серії                |
| 1992–1993 | The Edge               | Ні      | Так      | Ні         | 20 серій               |
| 1993      | The Trouble with Larry | Ні      | Так      | Ні         | Також редактор 7 серій |
| 1995      | Misery Loves Company   | Ні      | Ні       | Так        | 6 серій                |
| 1996      | The Dana Carvey Show   | Ні      | Так      | Ні         | 8 серій                |
| 1996–1997 | Ned and Stacey         | Ні      | Так      | Так        | 22 серії               |
| 2014      | How and Why            | Так     | Так      | Виконавчий | Також автор            |

### П'єси
| Рік  | Назва               | Режисер | Сценарій | Notes                           |
| ---- | ------------------- | ------- | -------- | ------------------------------- |
| 2005 | Надія залишає театр | Так     | Так      |                                 |
| 2005 | Аномаліза           | Так     | Так      | під псевдонімом Френсіс Фреголі |

### Тексти пісень
| Рік  | Саундтрек                     | Пісня                                                               |
| ---- | ----------------------------- | ------------------------------------------------------------------- |
| 2001 | Human Nature                  | «Hair Everywhere» and «Here with You»                               |
| 2008 | Synecdoche, New York          | «Synecdoche Song», «Gravity», «Little Person», and «Song for Caden» |
| 2015 | Anomalisa                     | «None of Them Are You»                                              |
| 2020 | I'm Thinking of Ending Things | «Tulsey Town Jingle»                                                |